# Deux Destinées
Deux destinées est un drame de Xavier Forneret en cinq actes, comportant respectivement onze, dix, dix-huit, dix et onze scènes, publié à compte d'auteur en 1834.
Cette pièce est la première œuvre publiée par son auteur. Caractéristique du mouvement romantique frénétique, elle n'a jamais été représentée.

## Personnages
- Charles Derval,
- Marie de Noirmont,
- M. Derval, père de Charles,
- Léon de Saint-Val,
- M. de Saint-Brienne,
- Emma, sa fille,
- M. Dumesne, négociant,
- Adèle Dumesne, sa fille,
- Auguste de Mérigny, commis chez M. Dumesne,
- Madame Duvert,
- Un notaire,
- Un clerc de notaire
- Tom, domestique dans la maison de M. de Saint-Brienne,
- André, domestique dans la maison de M. Derval,
- Juliette, femme de chambre de madame de Noirmont,
- Figurants : Un homme, un officier de la loi, gardes, domestiques.

Les trois premiers actes se déroulent en province, dans une grande ville, le quatrième à Paris et le cinquième à Genève, au début du XIXe siècle.

## Résumé

### 1eracte:Misanthropie, Amour.
Charles Derval, fils de bonne famille, est amoureux d’une femme déjà veuve, Marie de Noirmont. Léon, son ami, le met en garde. Son père lui recommande également d’éviter les passions, mais il est terrassé par une attaque cardiaque. Il souhaiterait voir son fils épouser la fille d’un de ses anciens amis, M. de Saint-Brienne. Charles refuse, en prétendant ne pas vouloir se marier. M. Derval accepte, à regret, en rappelant que son ami les invite dans sa maison de campagne pour le lendemain.
Madame Duvert, la tante de Charles, se présente alors. Sur la foi d’une rumeur, elle réclame des explications de M. Derval, qui aurait fait mourir son épouse. Charles fait venir son père, qui se trouve mal en face d’une telle accusation.

### Acte II:Passion.
Charles, ayant obtenu de rencontrer Marie de Noirmont, arrache son consentement pour qu’elle l’épouse. Dans le même temps, il renvoie un messager venu l’informer que son père souffrant l’appelait chez M. de Saint-Brienne. Cette nouvelle n’était qu’une ruse : M. Derval revient, très déçu de l’attitude de son fils.
Mis devant la liaison de son fils avec madame de Noirmont, il la supplie de rompre. Elle refuse. Dans son mouvement, le poignard qu’elle portait sur elle tombe. M. Derval le ramasse et veut la frapper, trop faiblement. Il tombe. Charles les rejoint. Son père reconnaît son crime passé, avec la complicité de Saint-Brienne. Il meurt en bénissant le couple. Un officier de loi vient pour l’arrêter. Charles lui répond d'« arrêter un cadavre ».

### Acte III:Amour. — Plus d'amour.
Deux ans ont passé. La situation financière de Charles Derval est devenue très hasardeuse. De son côté, Marie s’inquiète pour son couple. Elle s’en plaint à Léon. Charles signe une lourde hypothèque sur ses propriétés. Son attitude froide et ironique désespère Marie. Léon leur fait part de son intention d’épouser mademoiselle de Saint-Brienne. Charles apprend, immédiatement après qu’il est ruiné.

### Acte IV:Abandon. Résolution.
Plus d’un an a passé. Charles a épousé Emma de Saint-Brienne pour conserver sa fortune, renonçant à Marie qui avait accepté de se sacrifier. Léon, qui ne lui a pas gardé rancune, apprend qu’Emma trompe son jeune époux. De son côté, Charles n’a pas oublié Marie. Elle le retrouve en secret. Reconnaissant leur erreur, elle tente de se tuer avec son poignard. Charles l’en empêche juste à temps. Ils sont surpris par M. de Saint-Brienne et sa fille.

### Acte V:Il le fallait.
Un an plus tard, Charles est réduit à travailler comme clerc de notaire pour M. Dumesne, en Suisse. Il ne montre aucune compétence professionnelle, et se désole. Il confie ses malheurs à l’un de ses collègues, s’accusant de la mort de son père et de l'abandon de sa bien-aimée, ainsi que du meurtre de son épouse dans un moment d'égarement. Son collègue est troublé par ces aveux, mais plus encore la fille de M. Dumesne, qui était amoureuse de lui.
Apprenant cette possible liaison, M. Dumesne renvoie Charles. Désespéré, il apprend de Léon l’arrivée de Marie. Une lettre lui parvient immédiatement, mais trop tard : le convoi funèbre de Marie passe sous les fenêtres. Charles se jette sur le cercueil et se frappe de son poignard. M. de Saint-Brienne apparaît au même instant, prêt à le tuer pour venger la mort de sa fille. Le trouvant mort, il s’écrie : « Justice est faite ! »

### Édition moderne
- Xavier Forneret, Écrits complets : Volume I (1834-1876) – Théâtre, poésie, musique, Dijon, Les Presses du réel, 2013, 976 p. (ISBN 978-2-84066-487-1), édition établie par Bernadette Blandin

### Critique et analyse
- Charles Monselet, Le Roman d’un provincial, Paris, Le Figaro, 26 juillet 1859 (lire en ligne), p. 5-6
- Willy-Paul Romain, Xavier Forneret, visionnaire incertain, avant-propos pour les Œuvres, Paris, Arcanes, coll. « Humour noir », 1952, p. 4-15
- Eldon Kaye, Xavier Forneret dit « l’homme noir » (thèse, Besançon, 1958), Genève, Droz, coll. « Histoire des idées et critique littéraire », 1971, 306 p.
- François Dominique, Forneret l'intempestif, avant-propos pour les Écrits complets, tome I, Dijon, Les Presses du Réel, 2013, 947 p. (ISBN 978-2-84066-487-1), p. 5-11
- Jacques-Rémi Dahan, L'Homme Noir et ses livres : Réflexions sur la production librariale de Xavier Forneret, en marge des Écrits complets, tome II, Dijon, Les Presses du Réel, 2013, 795 p. (ISBN 978-2-84066-488-8), p. 769-785